# Greererpeton
Greererpeton es un género extinto de tetrápodo que vivió durante el período Carbonífero en Virginia Occidental, Estados Unidos. Podía llegar a medir 2 m de longitud.

## Características

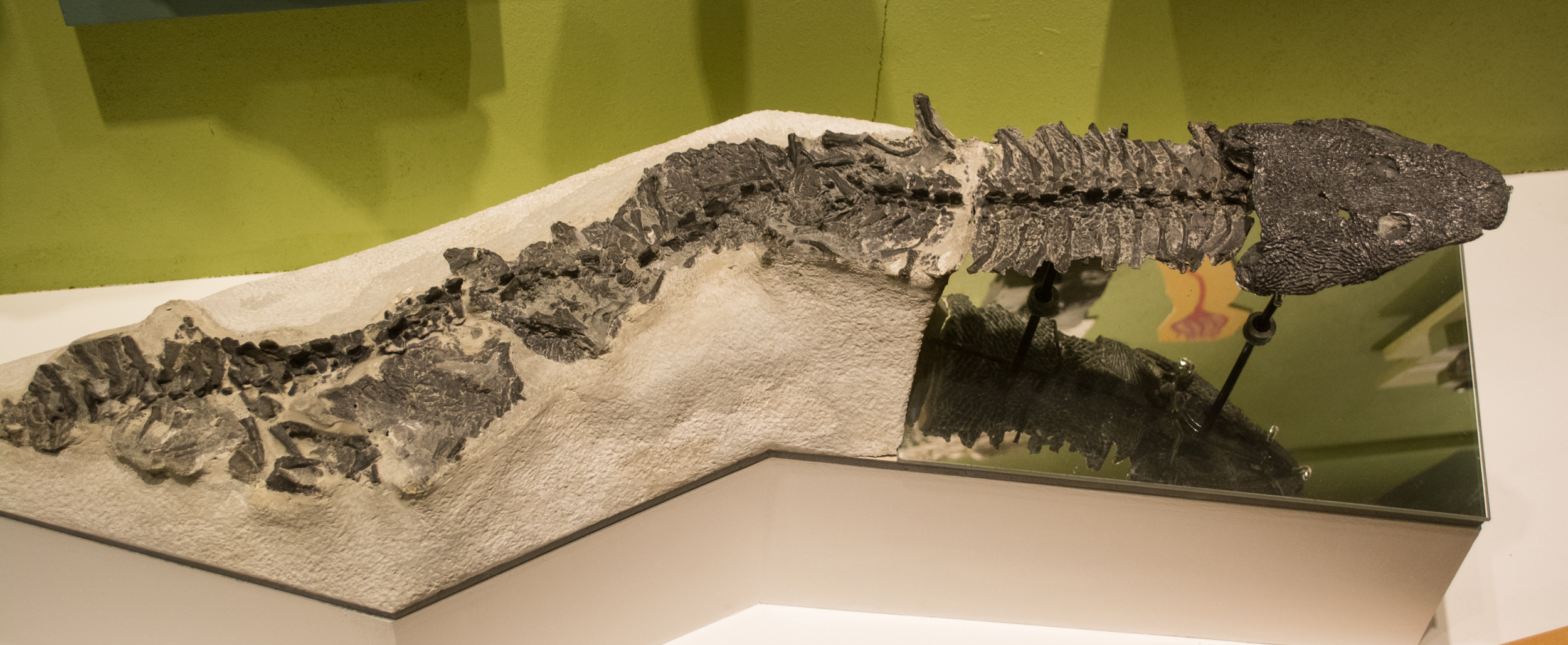
Fósil,

Greererpeton presentaba una peculiar forma alargada adaptada al nado. Su cuerpo poseía cuarenta vértebras, más del doble de la media, y su cráneo aplastado medía 18 cm de longitud. Tenía unas orejas muy poco desarrolladas. Sus cortas patas, que no podían soportar su peso en tierra, apenas le servían para dirigirse mientras que era su gran cola la que lo impulsaba. Era carnívoro y vivía en ríos y ciénagas.
Algunas partes de su cráneo evidencian la existencia de una línea lateral, órgano presente en muchos peces actuales.